# Alice Moustier

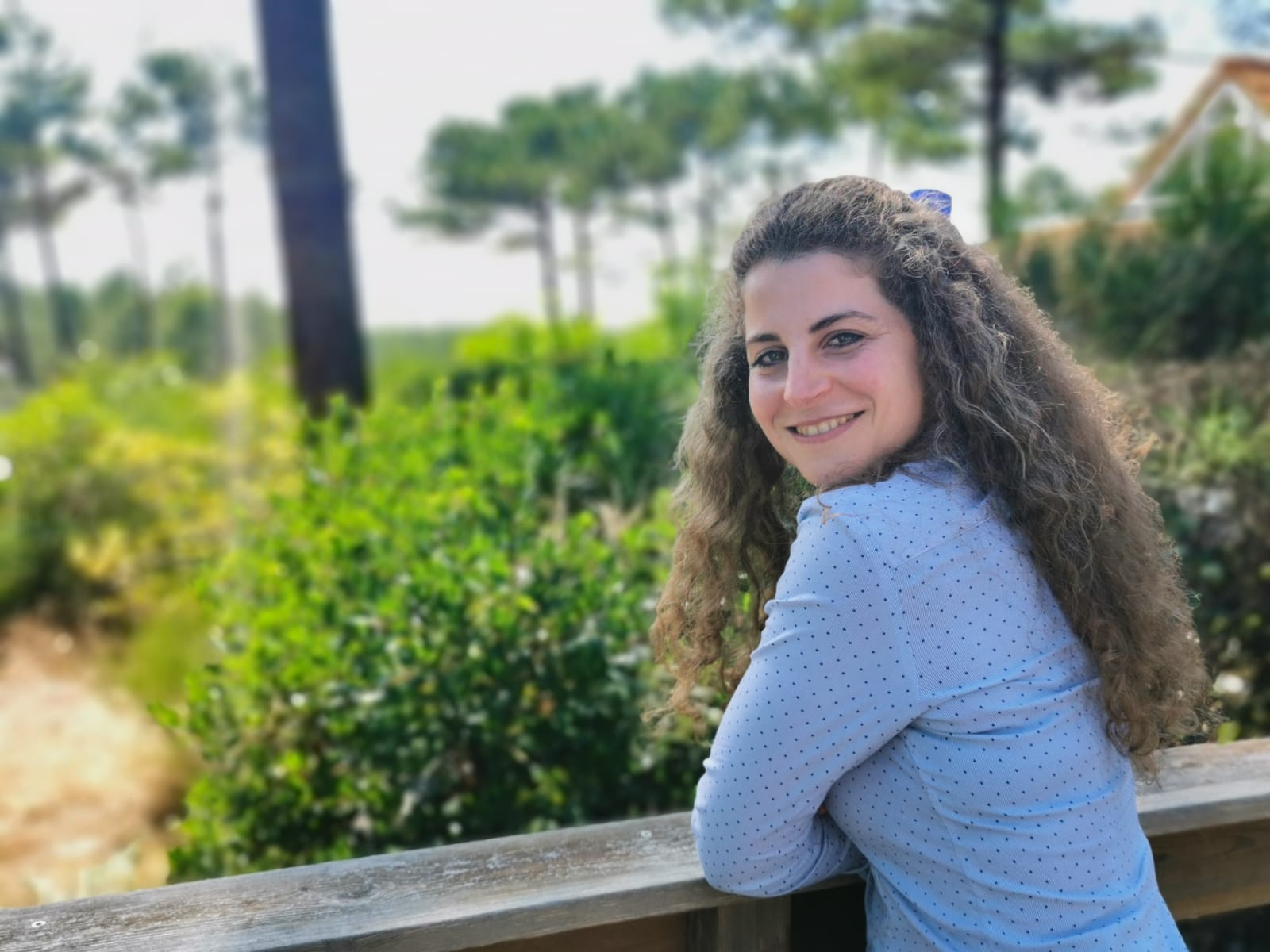
Alice Moustier

Alice Moustier (geb. 1986 in Wesel am Niederrhein) ist eine deutsch-französische Autorin, Rednerin und Expertin für Kommunikation mit Geeks und Nerds. Sie berät IT- und Tech-Unternehmen in den Bereichen Neurodiversität, Mitarbeiterbindung, Mitarbeitermotivation und Frauen in MINT-Berufen.

## Leben und Ausbildung
Moustier wuchs zweisprachig auf, mit einem französischen Vater und einer deutschen Mutter. Sie besuchte die Freie Waldorfschule in Dinslaken und später das Georg-Forster-Gymnasium in Kamp-Lintfort. Nach einem Schlaganfall im Alter von 20 Jahren, der zu einer teilweisen Erblindung führte, entwickelte sie ein besonderes Interesse an neurologischen und neurobiologischen Themen. 2008 begann sie ein Studium in den Fächern Mathematik und Physik mit dem Ziel Lehramt an öffentlichen Schulen. Während des Studiums wurde sie bei der AMV Fridericiana Marburg aktiv. 2013 arbeitete sie als Lehrerin an einer Schule für Hochbegabte in der französischen Schweiz, was ihr berufliches Interesse an Neurodiversität weckte. 2014 absolvierte sie ein Praktikum auf der Neurorehabilitationsstation des Centre hospitalier universitaire vaudois (CHUV) in Lausanne. Im selben Jahr wurde sie Mitglied im internationalen Verein Mensa international e.V. 2018 gehörte sie in Lübeck zu den Gründern der Musischen Verbindung Liubicia im Sondershäuser Verband (SV).

## Karriere

### Autorin
2014 veröffentlichte Moustier ihre erste Autobiografie, in der sie ihre Erfahrungen mit dem Schlaganfall und den damit verbundenen Herausforderungen beschreibt. Ihr Ziel ist es, andere zu ermutigen und zu zeigen, dass gesellschaftliche Barrieren oft hindernder sind als die Behinderungen selbst.
2023 veröffentlichte sie zusammen mit Christian Dräger das Buch Scheitern als Businessbeschleuniger, in dem sie die Rolle des Scheiterns in der Unternehmensgründung und Geschäftsentwicklung als positive Lernerfahrung thematisiert.

### Medien und öffentliche Auftritte
Moustier ist seit 2016 regelmäßig in verschiedenen Medien präsent, darunter die Cyprus Mail, Rheinische Post, Lübecker Nachrichten und BBC World News. Sie trat in Fernsehsendungen auf wie Außenseiter-Spitzenreiter (MDR), NDR sowie bei RTL. 2016 spielte sie mehrere Rollen im Film Frantz und produzierte 2023 einen Dokumentarfilm über ihr Theaterstück Der grüne Weg der Hoffnung, der durch die Possehl-, Dräger- und die Rose-Stiftung gefördert wurde. Moustier engagiert sich in der Förderung der Inklusion neurodivergenter Menschen. Sie hält europaweit bei Kongressen Vorträge über Neurodiversität in Unternehmen (Zukunft Personal Hamburg/Stuttgart, CeBit).

## Ehrenamtliches Engagement
Sie engagierte sich in der Organisation Mensa in Deutschland e.V. als Jugendleiterin und Sponsorin. 2025 organisiert sie die Linked-In-Gruppe Mensa Business International und ist Mitglied bei Mensa Zypern.

## Veröffentlichungen
- Schlag auf Schlag – der Weg einer jungen Frau nach einer Hirnblutung (2014, Pseudonym: Emely Oak) ISBN 978-3-9802133-1-8
- Teilnahme an verschiedenen Anthologien, darunter „Nachhaltige Bildung, nachhaltige Schule“ (2022) – ISBN 978-3-9826094-2-3 und „Übersehene Kinder. Kinder von Borderline-Müttern“ (2014) ISBN 978-3-944442-99-0
- Scheitern als Businessbeschleuniger (biografischer Dialog, Dezember 2023, August Dreesbach-Verlag) ISBN 978-3-96395-041-4